# Vincenzo Foppa

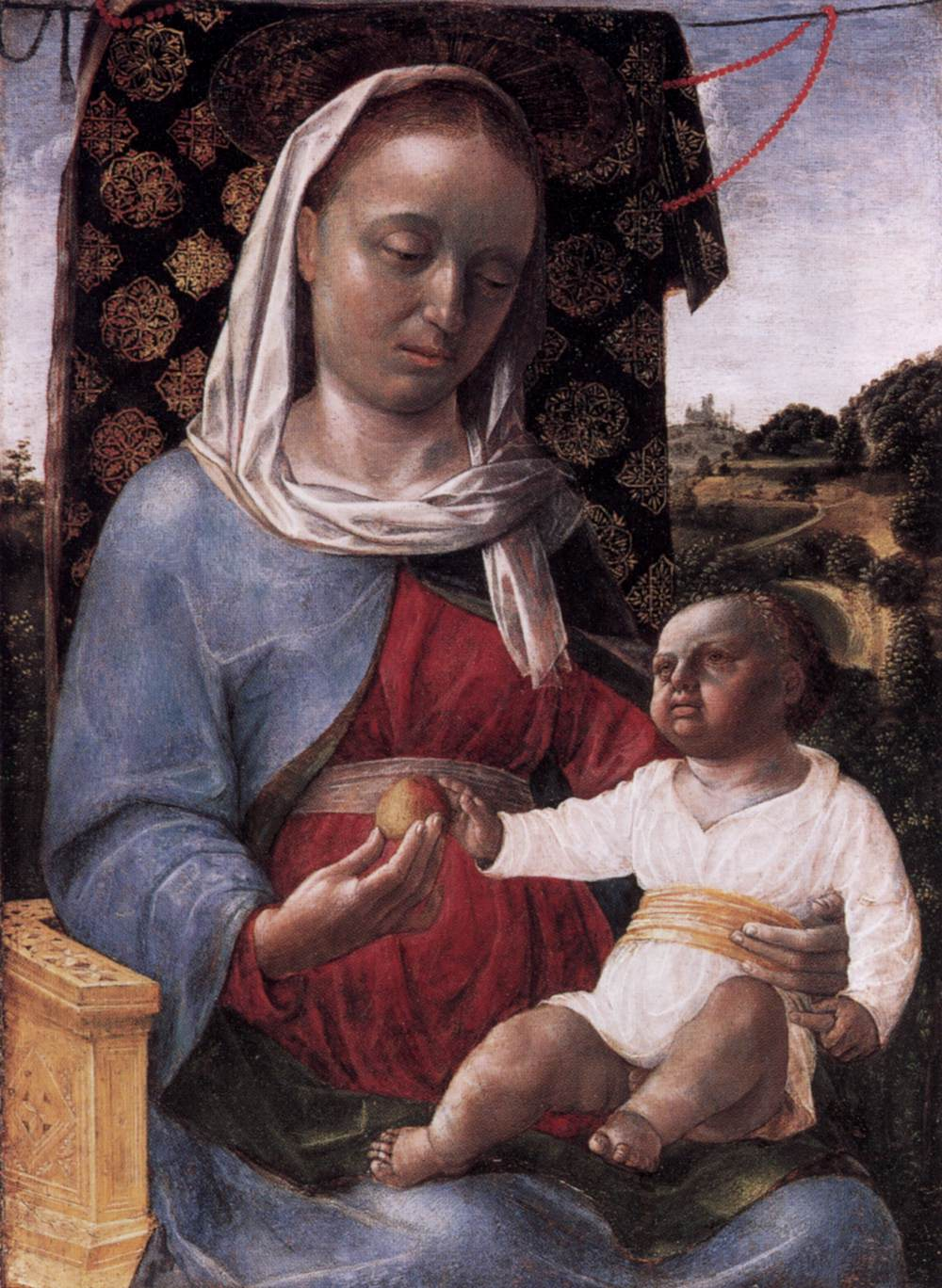
Virgen con el Niño, Staatliche Museen de Berlín

Vincenzo Foppa (c 1427/30-1515-6) fue un pintor renacentista italiano.

## Biografía
Nació en las proximidades de Brescia, ciudad entonces parte de la República de Venecia, y se estableció en Pavía alrededor de 1456. Trabajó allí para los duques de Milán, con Zanetto Bugatto como uno de sus principales colaboradores. También fue muy activo en Bérgamo. Retornó a Brescia en 1489.

## Estilo
En su formación influyeron pintores locales, además de Jacopo Bellini y Andrea Mantegna, como se manifiesta en su primera obra documentada, Los tres crucifijos o El Calvario, de 1456.
En Liguria, incorporó elementos del arte flamenco y del provenzal y luego asimiló características del Bramante, el Bramantino y Leonardo da Vinci. Fue reconocido por sus perspectivas y escorzos.

## Legado

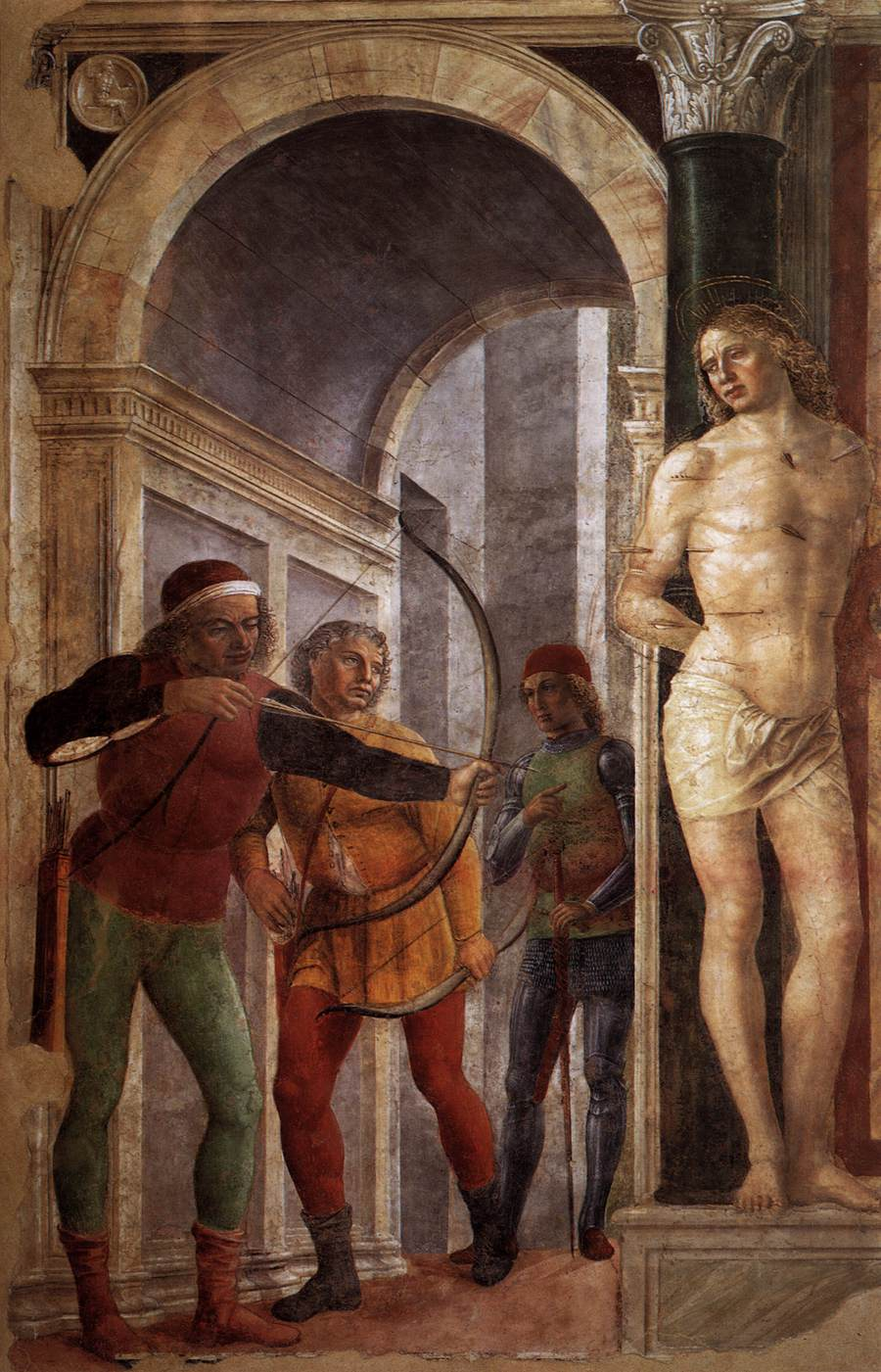
El martirio de San Sebastián Pinacoteca de Brera (Milán)

A Foppa se lo considera el pintor más importante de su época en Lombardía y el fundador de la Escuela Temprana de Lombardía. Si bien había comunidades artísticas en Pavía y Milán antes de su llegada, su trabajo renovó la pintura lombarda entre 1460 y 1480: en documentos contemporáneos se menciona su reputación entre mecenas y la comunidad artística. Foppa confiaba en su habilidad para recibir comisiones y a menudo se iba de una ciudad con obras sin terminar para buscar trabajo más interesante o mejor remunerado en otra. En ocasiones, lo presionaron para que realizara obras que no le interesaban.
En varios pintores se ve su influencia, entre ellos, Vincenzo Civerchio, Ambrogio Bergognone y Girolamo Romanino, sin embargo, ésta posteriormente se vio algo disminuida debido a la llegada de Leonardo a Milán en 1482. Pese a que fue un pintor prolífico, gran parte de su obra se ha perdido.

## Principales obras
- El Calvario (1456): Accademia Carrara (Bérgamo)
- Virgen con el Niño (1460-1470): Staatliche Museen (Berlín)
- Virgen con el Niño: Museo Poldi Pezzoli y Museo del Castillo Sforzesco (Milán)
- Adoración del Niño Jesús con San Benito y ángeles (1478): Instituto de Artes de Detroit
- Frescos con escenas de la vida de san Pedro Mártir (1464-1468): capilla Portinari en la Basílica de San Eustorgio de Milán. 
  - Doctores de la iglesia (cuatro en las pechinas) y Bustos de santos (ocho, en los óculos dispuestos en la base de la cúpula)
  - Historias de San Pedro mártir (cuatro frescos en las paredes laterales)
  - Anunciación (arco de la capilla)
  - Asunción (arco de la capilla)
- Retablo Fornari (1489): Pinacoteca de Savona
- Políptico della Rovere (1490): Santa Maria di Castello (Savona)
- Fresco de la Virgen con el Niño (1485): Pinacoteca de Brera (Milán)
- Anunciación: Colección Borromeo (Isola Bella)
- Adoración de los Reyes Magos: National Gallery (Londres)
- San Francisco de Asís recibiendo los estigmas: Pinacoteca de Brera
- Pala Bottigella (1485): Castello Visconteo (Pavía)